# 兵哥
《兵哥》是一部反映当代士兵在艰苦环境中努力生活的故事。该片由空军电视艺术中心、山西电影制片厂联合拍摄，电影卫星频道节目制作中心出品。这部电视电影在全军第14届电视剧评奖中荣获单本剧一等奖。

## 剧情
王大伟从小就想当兵，梦想要成为将军。毕业后，年轻的他当了兵，新兵训练艰苦的三个月，他一直以做一个优秀的士兵严格要求自己，从不叫苦。但是新兵训练结束，下放连队时，等待他的却是远离部队驻地五十里外戈壁滩上的一块菜地，指导员让他接替即将退伍老兵种菜。作为想要成为将军的士兵，大伟不甘心，也不愿意将自己的青春耗费在种地上，他不满、抵触，他从五十公里外跑回驻地。最终，大伟还是服从了命令，开始种菜。当老兵退伍前告诉他：我想在这种西红柿，三年了没种成，你接着种吧。老兵走了，就剩下大伟了，在一个月见不到一个人的菜地，他开始学会一个人过日子，陪伴他的只有不知从哪里飞来的鸽子……

## 演员

### 领衔主演
- 毛孩——大伟

### 其他演员
- 曾惠——乌云其其格
- 杨子纯——爷爷
- 周小斌——连长
- 谭涛——指导员
- 项冰——老兵
- 孙一理——小孙
- 赵金鼎——司令员
- 宫景华——母亲
- 李伟——小李

## 职员
- 制作人：张守义
- 导　演：高希希
- 编　剧：杨正光
- 摄　影：胡明
- 剪　辑：林红光
- 道　具：马洪强；苏利
- 灯　光：潘传恩
- 录　音：万仲平；谢小江
- 剧　务：孙云飞
- 场　记：刘焱
- 布景师：刘志强
- 策　划：冀有泉、王向英
- 美　术：赵健
- 作　曲：赵小也
- 副摄影：梁京
- 副导演：范世德
- 化　妆：康彦平
- 服　装：徐家伟、马静
- 物质总监：刘言韬
- 摄影助理：张建、樊荣、谷富成
- 灯光助理：刘玉强、潘传庆
- 录音助理：王庆
- 机械员：胥艳辉
- 军事协调：程军翔、冯富海、任书运、贾宇峰、韩国政、章友权、丁根富、郭中刚、罗先立
- 责任编辑：张卫平、邹士明
- 制片主任：李济昌、王金华
- 制　片：赵金鼎、黄筱莲
- 外　联：李刚、班薇
- 演　奏：中国交响乐团乐队
- 特技制作：清华同方数码影视中心